# USA:s interventioner i Chile

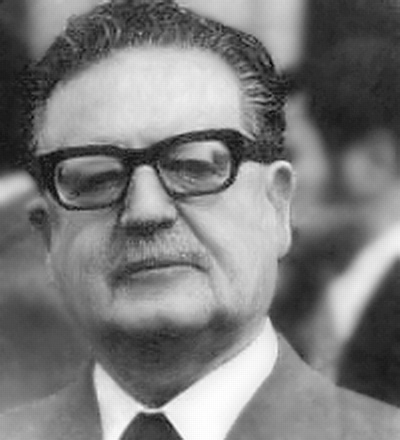
Chiles president fram till militärkuppen, Salvador Allende.

USA:s interventioner i Chile skedde flera gånger, före och efter Salvador Allendes valdes till president. Den socialistiske presidentkandidaten Salvador Allende var en av huvudkandidaterna i presidentvalet i Chile 1964, och USA spenderade genom CIA miljontals dollar på kampanjer mot honom, främst genom radio och tryckta affischer. Allende besegrades men ställde upp på nytt i valet 1970, då han vann med 37% av rösterna. USA:s president Richard Nixon var rädd att Chile skulle bli "ett nytt Kuba" och man avbröt därför det mesta av sitt ekonomiska stöd till Chile och stödde aktivt Allendes motståndare under hans mandatperiod för att försöka få honom att avgå, avsättas eller besegras i valet 1976. För att uppnå detta sponsrade Nixon-regeringen media och fackföreningar och försökte framkalla en militärkupp för att avlägsna Allende från den makt han hade fått genom det demokratiska valet.
Nixon-regeringens ansträngningar visade sig vara effektiva då en militärkupp ägde rum 1973, då Allende begick självmord för att inte bli gripen och Augusto Pinochet kom till makten. 
Militärkuppen hade stöd av USA.

## 1964 och 1970 val
Enligt 1975 Churchkommitionens rapport, dolde USA inblandningen i Chile under årtiondet mellan 1963 och 1973 som var omfattande och kontinuerlig. CIA spenderade i hemlighet tre miljoner dollar i ett försök att påverka utgången av chilenska presidentvalet 1964, och åtta miljoner dollar under de tre åren mellan 1970 och militärkuppen 1973, med över 3 miljoner bara 1972. Hemlig amerikansk verksamhet pågick i nästan alla stora val i Chile under årtiondet mellan 1963 och 1973, men dess exakta påverkan på valprocess resultaten är inte helt klart. Chile mer än någon av sina grannländer i Latinamerika, hade en lång demokratisk tradition som går tillbaka ända till början av 1930-talet, och ännu längre. På grund av detta är det svårt att mäta hur framgångsrik CIA:s taktik var i väljarnas val.

## 1973, militärkupp

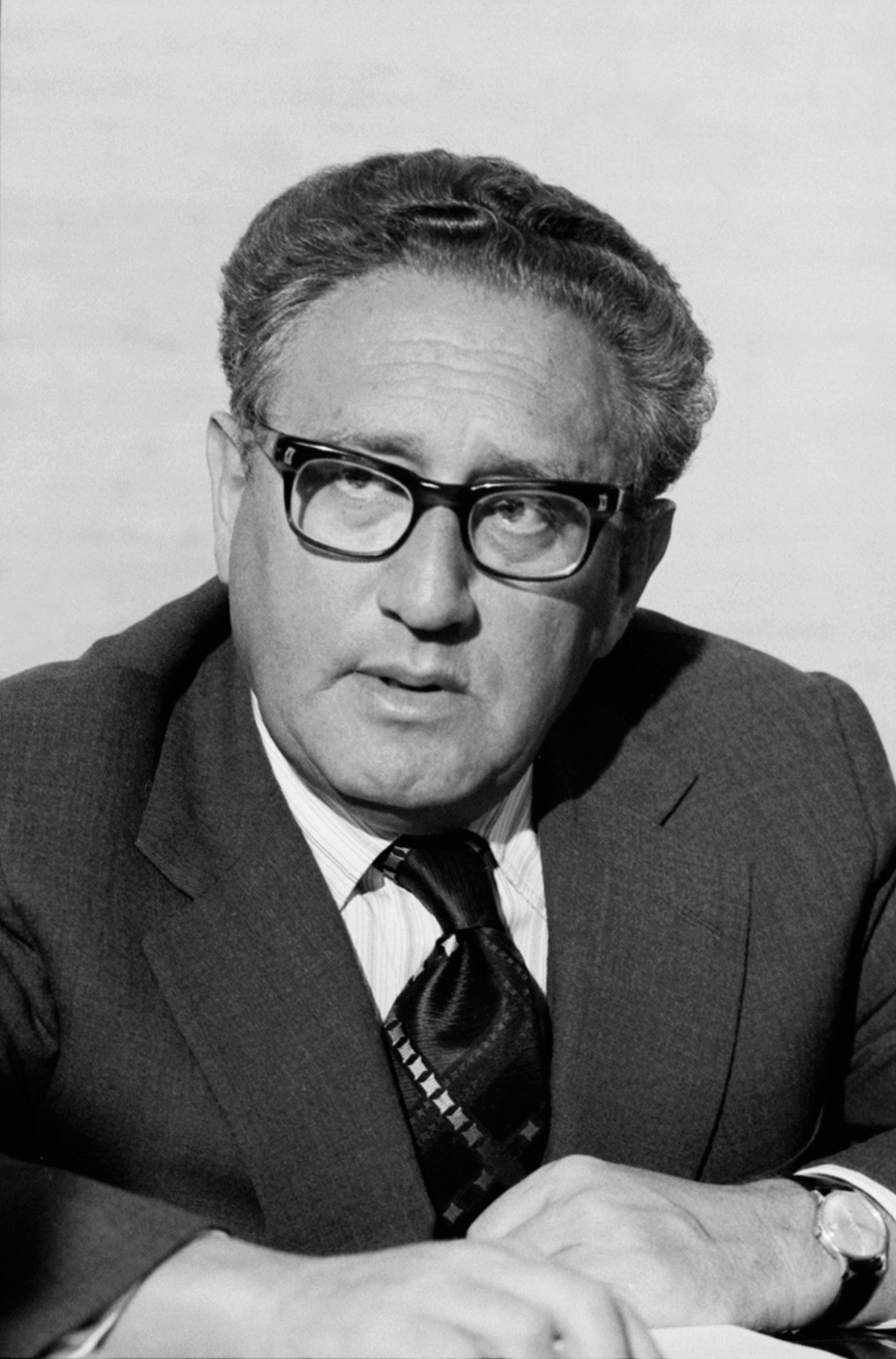
USA:s före detta statssekreterare Henry Kissinger.

USA:s roll i militärkuppen har varken bevisats eller motsagts av allmänt tillgängliga skriftliga bevis, men många potentiella dokument finns fortfarande kvar sekretessbelagda. Dock visar amerikanska senatens utredning att USA utövade sitt inflytande på den chilenska ekonomin på ett sådant sätt som gynnade en kupp. Den 16 september 1973 efter att Augusto Pinochet tagit makten, kom följande meningsutbyte om kuppen som ägde rum mellan USA:s National Security Advisor Henry Kissinger och president Richard Nixon:
Nixon: Nothing new of any importance or is there?
Kissinger: Nothing of very great consequence. The Chilean thing is getting consolidated and of course the newspapers are bleeding because a pro-Communist government has been overthrown.
Nixon: Isn't that something. Isn't that something.
Kissinger: I mean instead of celebrating – in the Eisenhower period we would be heroes.
Nixon: Well we didn't – as you know – our hand doesn't show on this one though.
Kissinger: We didn't do it. I mean we helped them. [Garbled] created the conditions as great as possible.
Nixon: That is right. And that is the way it is going to be played.
Ett dokument som offentliggjordes av den amerikanska CIA år 2000 med titeln CIA:s verksamheter i Chile avslöjade att CIA aktivt stödde militärjuntan efter störtandet av Allende, och gjorde många av Pinochets officerare till betalda kontakter för CIA eller amerikanska armén. Detta trots att vissa var kända för att vara iblandande i brott mot de mänskliga rättigheterna.

## Citat
- "I don't see why we need to stand by and watch a country go communist due to the irresponsibility of its own people. The issues are much too important for the Chilean voters to be left to decide for themselves." — Henry Kissinger [9]

- "Not a nut or bolt shall reach Chile under Allende. Once Allende comes to power we shall do all within our power to condemn Chile and all Chileans to utmost deprivation and poverty." — Edward M. Korry, USA:s. Ambassadörr i Chile, efter ha hört om Allendes valseger.

- "Make the economy scream [in Chile to] prevent Allende from coming to power or to unseat him" — Richard Nixon, order till CIA-chefen Richard Helms den 15 september 1970.[10]

- "It is firm and continuing policy that Allende be overthrown by a coup. It would be much preferable to have this transpire prior to 24 October but efforts in this regard will continue vigorously beyond this date. We are to continue to generate maximum pressure toward this end, utilizing every appropriate resource. It is imperative that these actions be implemented clandestinely and securely so that the USG and American hand be well hidden..." — En communique till CIA basen i Chile, utfärdat den 16 oktober 1970.[11]

- "I think this is in the best interest of the people in Chile, and, certainly, in our best interest." - Gerald Ford i ett presidental nyhets konferens i hänvinsning till amerikanska verksamhet i Chie.[12]